# 福岡県道299号岡垣遠賀線
福岡県道299号岡垣遠賀線（ふくおかけんどう299ごう おかがきおんがせん）は、福岡県遠賀郡岡垣町から遠賀郡遠賀町に至る一般県道である。

## 概要
遠賀郡岡垣町大字戸切から遠賀郡遠賀町旧停2丁目に至る。
現在遠賀町内を通る国道3号の高架部および盛土部（遠賀バイパス）が完成するまでは国道3号の一部であった。JR九州鹿児島本線 遠賀川駅前を通る。

### 路線データ
- 起点：福岡県遠賀郡岡垣町大字戸切（戸切交差点、国道3号交点）
- 終点：福岡県遠賀郡遠賀町旧停2丁目（国道3号交点）
- 総延長：3.2 km

## 路線状況

### 道路施設

#### 橋梁
- 西川橋（西川、遠賀郡遠賀町）

## 地理

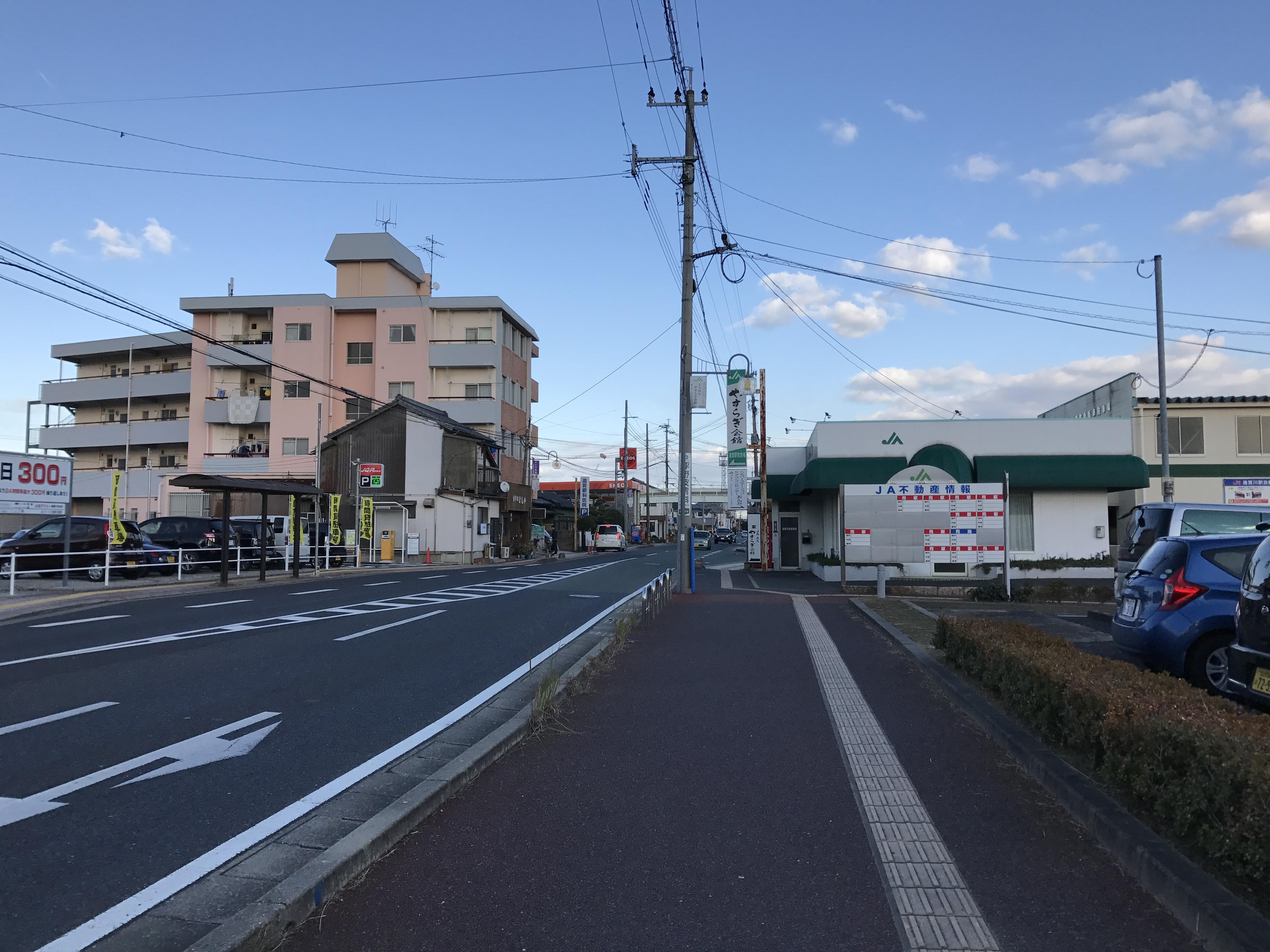
JR九州鹿児島本線 遠賀川駅付近

### 通過する自治体
- 遠賀郡岡垣町
- 遠賀郡遠賀町

### 交差する道路
| 交差する道路                                   | 市町村名 | 市町村名 | 交差する場所 | 交差する場所      |
| ---------------------------------------------- | -------- | -------- | ------------ | ----------------- |
| 国道3号                                        | 遠賀郡   | 岡垣町   | 大字戸切     | 戸切交差点 / 起点 |
| 福岡県道55号宮田遠賀線 福岡県道285号浜口遠賀線 | 遠賀郡   | 遠賀町   | 大字今古賀   |                   |
| 国道3号                                        | 遠賀郡   | 遠賀町   | 旧停2丁目    | 終点              |

### 沿線
- 遠賀町立遠賀中学校
- 遠賀町役場
- JR九州鹿児島本線 遠賀川駅